# Sembubuk
Sembubuk is een bestuurslaag in het regentschap Muaro Jambi van de provincie Jambi, Indonesië. Sembubuk telt 1807 inwoners (volkstelling 2010).